# Wikipédia en azéri
Wikipédia en azéri (en azéri : Azərbaycanca Vikipediya) est l’édition de Wikipédia en azéri, langue oghouze (de la famille turcique) parlée en Azerbaïdjan et écrite en caractères latins. L'édition est lancée en juin 2002. Son code est : az.
Au 21 mars 2025, l'édition en azéri contient 202 907 articles et compte 306 849 contributeurs, dont 550 contributeurs actifs et 13 administrateurs.
L'autre édition en azéri, parlé en Iran, est la Wikipédia en azéri du Sud écrit en caractères arabes et qui compte 243 985 articles.

## Présentation

Répartition géographique de l'azéri.
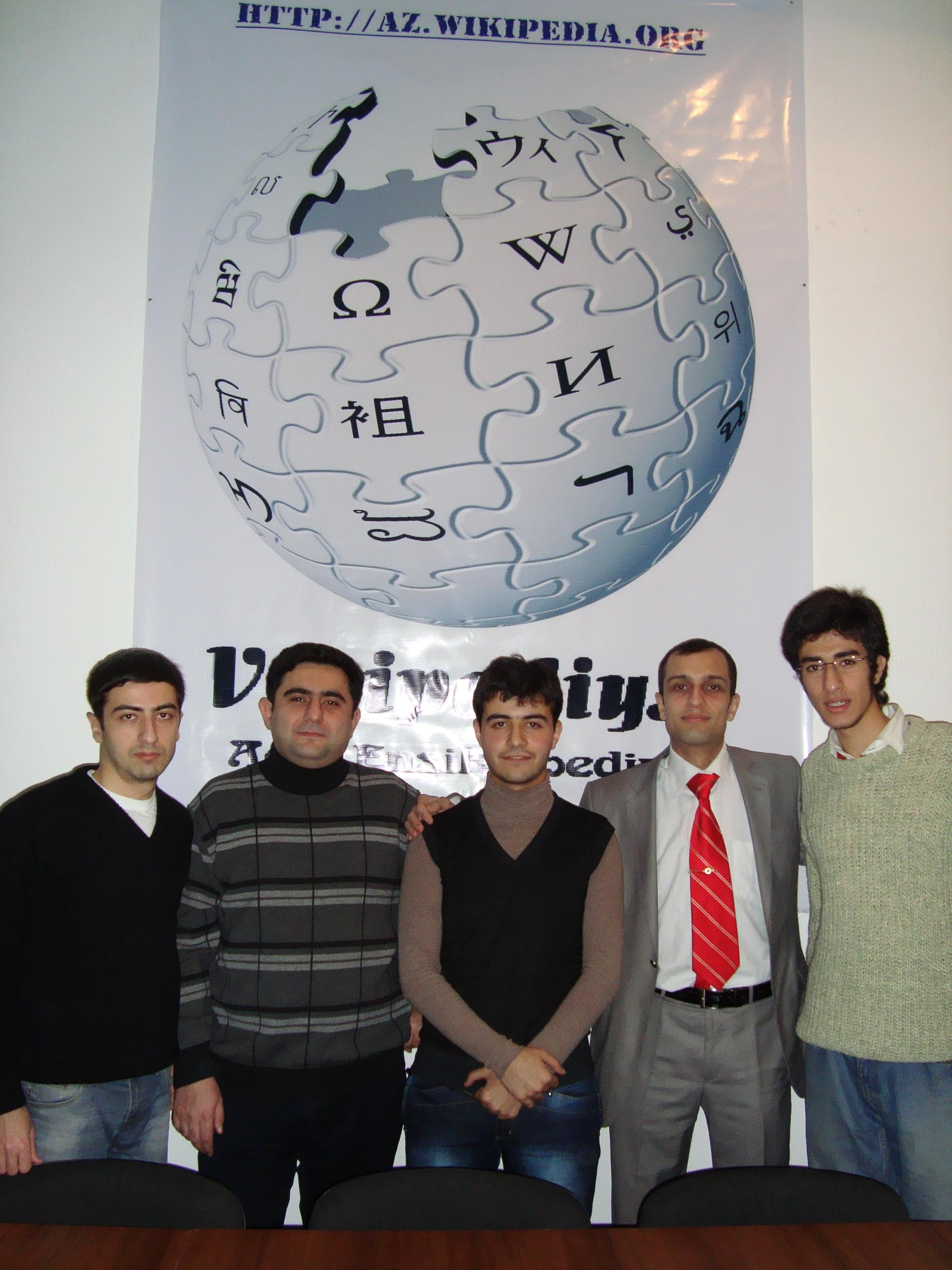
La première conférence des wikipédiens azéris à Bakou, le 6 décembre 2009.

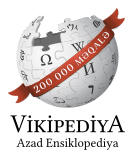
Logo des 200 000 articles.

## Statistiques
- En avril 2013, l'édition en azéri compte quelque 94 204 articles et 12 000 utilisateurs enregistrés.
- Le 20 septembre 2022, elle contient 187 820 articles et compte 253 816 contributeurs, dont 628 contributeurs actifs et 17 administrateurs.
- Le 7 août 2024, elle contient 201 291 articles et compte 295 491 contributeurs, dont 638 contributeurs actifs et 15 administrateurs.
- Le 3 octobre 2024, elle contient 199 420 articles et compte 298 389 contributeurs, dont 637 contributeurs actifs et 15 administrateurs.